# The Plimsouls
The Plimsouls foi uma banda de power pop e pop rock da época da new wave norte-americana. De acordo com texto no Allmusic, por Denise Sullivan, "formada em Los Angeles, em 1978", tinham "uma tomada moderna dos anos 60, assemelhados à Invasão Britânica e ao rock de garagem", e "se encaixavam perfeitamente com o movimento pós-punk de bandas de guitarra". Sua música "A Million Miles Away" atingiu as posições #11 da Mainstream Rock (1982) e #82 da Billboard Hot 100 (1983).

## História

### 1978-1981: Início, EPZero Hour,The Plimsouls
De acordo com Denise Sullivan (biografia no Allmusic), Peter Case chegou ao The Plimsouls com experiência, tendo, anteriormente, colaborado com Jack Lee e Paul Collins no The Nerves; um precursor do punk DIY de 1976, com uma música, "Hanging On The Telephone", mais tarde regravada pelo Blondie.
Morando em Los Angeles, Case (vocal / guitarra) passou a tocar com Louie Ramírez (bateria) e Dave Pahoa (baixo / vocal). Eddie Muñoz (da banda The Skunks) se juntou a eles na guitarra e vocal. Gravam e lançam um EP 12", Zero Hour (produzido por Danny Holloway), em 1980; contendo as músicas "Great Big World", "Zero Hour", "Hypnotized", "How Long Will It Take?" e "I Can't Turn You Loose". Em 1981 sai o álbum de estreia em LP, The Plimsouls (também produzido por Danny Holloway), que atinge a posição #153 da Billboard 200 e continha os hinos, agora clássicos do power pop, "Zero Hour" e "Hush, Hush". De acordo com o Allmusic, The Plimsouls seria relançado em CD sob o título de The Plimsouls...Plus, contendo também o EP Zero Hour e um punhado de b-sides, no ano de 1992.

### 1982-1983: Single "A Million Miles Away", filme Valley Girl,Everywhere At Once, fim
Em 1982, financiam, por sua conta, um single de "A Million Miles Away". A música, de guitarras estridentes, foi transmitida pela influente estação KROQ de rádio FM e, graças ao DJ Rodney Bingenheimer, se tornou um sucesso local e acabou integrando a trilha sonora do filme Valley Girl, de 1983 (segundo a página 80s Record Party). Um segundo álbum da banda, Everywhere At Once (produzido por Jeff Eyrich), é lançado em LP pela Geffen Records, atingindo a posição #186 da Billboard 200. Porém a banda se separa. Em 1992, Everywhere At Once seria lançado em CD e, em 1994, a Rhino Records lança a trilha sonora Valley Girl em CD, alcançando a posição #155 na lista da Billboard 200 (citação no 80s Record Party).

### 1989:One Night In America
Em 1989 a gravadora Fan Club, da França, lança o disco ao vivo One Night In America; que seria relançado em 2005 pela Oglio Records (EUA) com o título One Night In America - Live!.

### 1995-1998: Reunião sem Ramírez,Kool Trash
Denise Sullivan comenta que entre 1995 e 1996, a banda, sem Louie Ramírez, se reformula e toca em algumas datas para marcar o seu reencontro, com o baterista Clem Burke (Blondie) em sua formação; lançando um novo álbum de estúdio nos Estados Unidos, Kool Trash, em 1998, pelas gravadoras Fuel 2000 e Shaky City Records (um selo pertencente à banda). Em 1997, uma música, "Playing With Jack", fez parte do quarto volume das compilações Yellow Pills, lançadas pela Big Deal Records; e "A Million Miles Away" é incluída na coletânea da Rhino, Poptopia! Power Pop Classics of The '80s.

### 2010-2012: Alive Records,Live! Beg, Borrow & Steal,Beach Town Confidential
Em 2010 a gravadora Alive Records lança o disco Live! Beg, Borrow & Steal e, em 2012, sai outro ao vivo, Beach Town Confidential (Live At The Golden Bear 1983). Ambas as edições saem em vinil e CD. Sobre Live! Beg, Borrow & Steal, Michael Toland diz, na página da Alive Records, que fora "gravado no Whiskey a Go Go, num Halloween, em 1981".

## Discografia

### EP
- Zero Hour (1980) - EP 12": Beat Records

### Álbuns
- The Plimsouls (1981) - LP: Planet Records / The Plimsouls...Plus (1992) - CD: Rhino Records (álbum The Plimsouls, contendo o EP Zero Hour)
- Everywhere At Once (1983) - LP: Geffen Records / (1992) - CD: Geffen Records
- Kool Trash (1997) - CD: Musidisc, França / (1998) - CD: Fuel 2000, EUA / (1998) - CD: Shaky City Records, EUA (lançamento independente)

### Ao vivo
- One Night In America (1989) - LP e CD: Fan Club, França / One Night In America - Live! (2005) - CD: Oglio Records, EUA
- Live! Beg, Borrow & Steal (2010) - LP e CD: Alive Records
- Beach Town Confidential (2012) - LP rosa e CD: Alive Records

### Singles
- 12", A: "Now" / B: "When You Find Out" (1981) - Planet Records
- 12", A: "A Million Miles Away" / B: "I'll Get Lucky" (1982) - Shaky City Records (lançamento independente)
- 7", A: "A Million Miles Away" / B: "I'll Get Lucky" (1982) - Shaky City Records (lançamento independente, distribuição Bomp! Records)
- 7", A: "A Million Miles Away" / B: "I'll Get Lucky" (1983) - Geffen Records
- 7", A: "Playing With Jack" / B: "Lost" (1997) - Bam Balam Records, Espanha (com músicas ao vivo da turnê espanhola, 1997)
- 7", A: "A Million Miles Away" / B: "I'll Get Lucky" (2000) - Munster Records, Espanha

### Músicas em coletâneas (EUA)
- DIY: Shake It Up! - American Power Pop II (1978-80) (1993) - Rhino Records - CD: contendo a música "Zero Hour"
- Valley Girl, Soundtrack (1994) - Rhino Records - CD: contendo as músicas "A Million Miles Away", "Everywhere At Once" e "Oldest Story In The World"
- The Roots of Powerpop (1996) - Bomp! Records - CD: contendo a música "I'll Get Lucky"
- Poptopia! Power Pop Classics of The '80s (1997) - Rhino Records - CD: contendo a música "A Million Miles Away"
- Yellow Pills - Volume 4 (1997) - Big Deal Records - CD: contendo a música "Playing With Jack"